# Motorul (Călătoriile lui Gulliver)

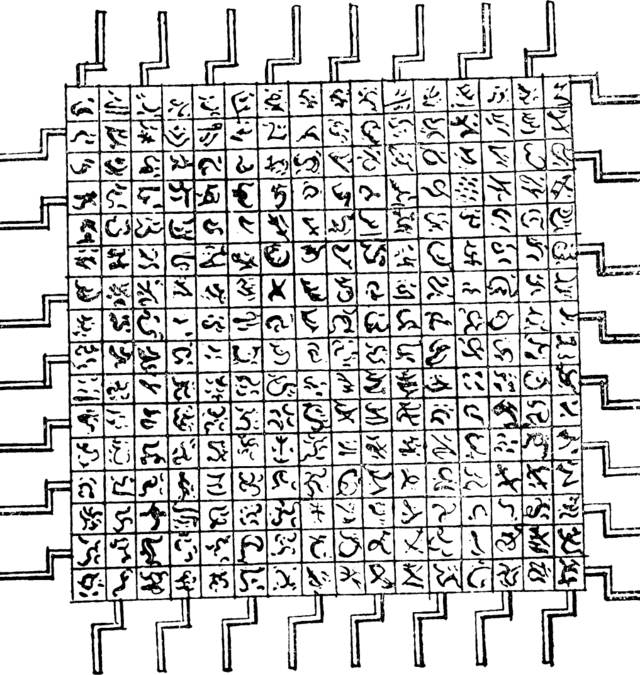
Ilustrație a motorului dintr-o ediție a romanului Călătoriile lui Gulliver

Motorul sau mașina (în engleză The Engine) este un dispozitiv fictiv descris în romanul satiric din 1726 Călătoriile lui Gulliver de Jonathan Swift. Este probabil cea mai veche referire cunoscută la un dispozitiv care seamănă în vreun fel cu un computer modern.
Motorul este un dispozitiv care generează permutări de seturi de cuvinte. Se află la Academia de Proiectoare din Lagado⁠(d) și este descrisă astfel de Swift:
„... Toată lumea știe cât de anevoioasă este metoda obișnuită prin care poți ajunge să-ți însușești arta și știința, pe câtă vreme, cu ajutorul născocirii sale, omul cel mai neștiutor va putea, cu minimum de cheltuială și de efort fizic, să scrie cărți de filosofie, poezii, tratate de politică, de drept, cărți de matematică și de teologie, fără să fie neapărat un geniu și fără să aibă nevoie de studii speciale. M-a dus apoi lângă cadru, în jurul căruia stăteau înșirați elevii. Așezat în mijlocul camerei, cadrul avea douăzeci de picioare pătrate. Suprafața lui era alcătuită din mai multe bucățele de lemn semănând cu niște zaruri, dintre care unele mai mari, altele mai mici. Fire subțiri de sârmă le legau între ele. Pe suprafața fiecărei bucățele de lemn se afla lipită o hârtie, iar pe aceste hârtii erau scrise toate cuvintele din limba lor, la diferite moduri, timpuri și declinări, însă fără a urmări o ordine anumită. Profesorul m-a rugat să fiu atent, deoarece avea de gând să-și pună în funcție mașina. La comanda lui, fiecare elev puse mâna pe unul din cele patruzeci de mânere de fier fixate de jur împrejurul cadrului și, învârtindu-le toți odată, ordinea cuvintelor se schimbă cu desăvîrșire. Apoi el spuse la treizeci și șase de elevi să citească încet diferitele rânduri care apăreau pe cadru. Când găseau trei sau patru cuvinte alăturate ce ar fi putut face parte dintr-o propoziție, ei le dictau celorlalți patru băieți care îndeplineau rolul de scribi. Operația aceasta fu repetată de vreo trei, patru ori. Și de fiecare dată, mulțumită construcției cadrului, cuvintele își schimbau locul pe măsură ce cuburile de lemn se răsturnau.
Această poveste este considerată o satiră a filosofului medieval Ramon Llull.